# Joana Zimmer
Joana Zimmer (Friburgo in Brisgovia, 27 ottobre 1982) è una cantante tedesca.

## Biografia
Nata cieca, Joana Zimmer si è diplomata al liceo nel 1999 presso la Brandenburg School for the Blind and Visually Disaired a Königs Wusterhausen. A partire dall'età di 15 anni si è esibita in vari jazz club di Berlino. Nel 2005 è uscito il suo singolo di debutto I Believe (Give a Little Bit), che ha raggiunto la 2ª posizione nella classifica tedesca dei singoli e che è entrato in varie classifiche nazionali. Il primo album in studio My Innermost è stato pubblicato nel medesimo anno e si è posizionato alla 5ª posizione in Germania, alla 13ª in Austria e alla 25ª in Svizzera. Il secondo singolo I've Learned To Walk Alone è stato commercializzato ad agosto 2005 ed è arrivato in 38ª posizione in Germania e in 72ª in Austria. Il secondo disco, The Voice in Me, è stato pubblicato il 29 dicembre 2006; ha debuttato in 22ª posizione in madrepatria, in 25ª in Austria e in 51ª in Svizzera.

## Discografia

### Album in studio
- 2005 – My Innermost
- 2006 - The Voice in Me
- 2008 - Showtime
- 2010 – Miss JZ
- 2012 – Not Looking Back

### Singoli
- 2005 – I Believe (Give a Little Bit)
- 2005 – I've Learned To Walk Alone
- 2005 – Let's Make History (con David Bisbal)
- 2006 – Bringing Down The Moon
- 2007 – If It's Too Late
- 2010 – Till You're Gone